# Pont-d'Héry
Pont-d'Héry is een gemeente in het Franse departement Jura (regio Bourgogne-Franche-Comté) en telt 208 inwoners (1999). De plaats maakt deel uit van het arrondissement Lons-le-Saunier.

## Geografie
De oppervlakte van Pont-d'Héry bedraagt 13,8 km², de bevolkingsdichtheid is 15,1 inwoners per km².

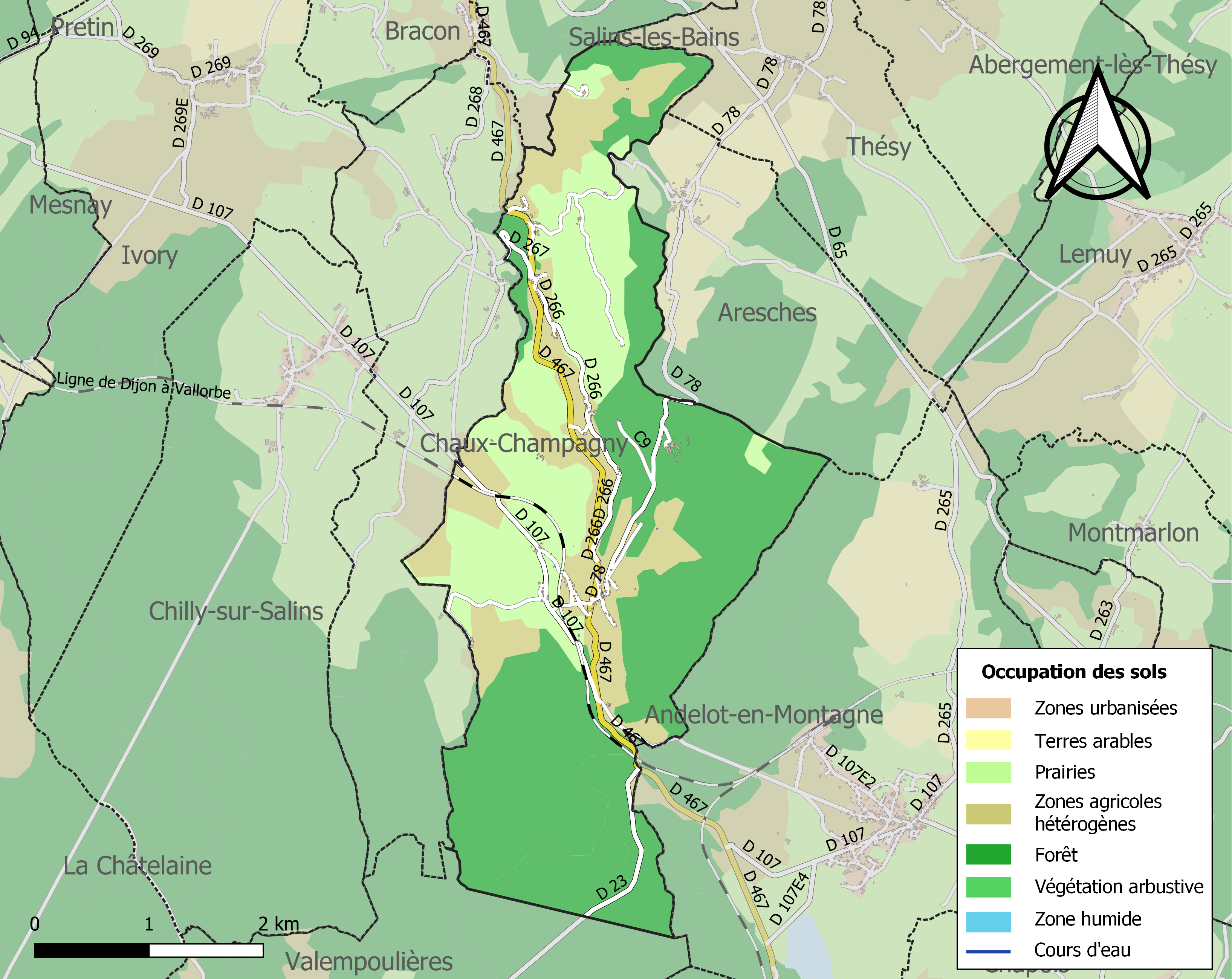
Kaart van de gemeente met de belangrijkste infrastructuur, bodemgebruik en omliggende gemeenten

## Demografie
Onderstaande figuur toont het verloop van het inwonertal (bron: INSEE-tellingen).